# Primera B 2016-2017
La Primera B 2016-2017 è l′83ª edizione del campionato argentino di calcio di terza divisione, dedicato soltanto alle squadre direttamente affiliate alla AFA. Il torneo è iniziato con notevole ritardo (a causa del conflitto di natura economica tra la AFA e le squadre partecipanti) il 29 agosto 2016 e si è concluso a maggio 2017.
Dalla Primera C è stato promosso l'Excursionistas, che ritorna in Primera B dopo 22 anni di assenza. Dalla Primera B Nacional non è retrocessa alcuna squadra.

## Struttura del campionato
Ognuna delle 19 squadre partecipanti affrontano tutte le squadre avversarie in un girone unico di andata e ritorno.
Ottiene la promozione diretta in Primera B Nacional la squadra vincitrice del campionato, mentre le squadre dalla 2ª alla 9ª disputano un torneo reducido a fine stagione per determinare la seconda squadra promossa: i quarti di finale saranno a partita unica, mentre semifinali e finale saranno organizzate con partite di andata e ritorno.
A retrocedere in Primera C sarà la squadra classificatasi ultima nella speciale classifica del promedio.

## Squadre partecipanti
| Club             | Città                | Stadio                           | Posti  |
| ---------------- | -------------------- | -------------------------------- | ------ |
| Acassuso         | Boulogne Sur Mer     | La Quema                         | 800    |
| Almirante Brown  | Isidro Casanova      | Fregata Presidente Sarmiento     | 25.000 |
| Atlanta          | Buenos Aires         | Don León Kolbovsky               | 14.000 |
| Barracas Central | Buenos Aires         | Claudio Chique Tapia             | 4.400  |
| Colegiales       | Vicente López        | Colegiales                       | 6.500  |
| Comunicaciones   | Buenos Aires         | Alfredo Ramos                    | 3.500  |
| Def. de Belgrano | Buenos Aires         | Juan Pasquele                    | 9.000  |
| Dep. Español     | Buenos Aires         | Nueva España                     | 35.000 |
| Deportivo Morón  | Morón                | Nuevo Francisco Urbano           | 32.000 |
| Dep. Riestra     | Buenos Aires         | Guillermo Laza                   | 3.000  |
| Estudiantes (BA) | Caseros              | Ciudad de Caseros                | 16.740 |
| Excursionistas   | Buenos Aires         | Excursionistas                   | 8.000  |
| Fénix            | Pilar                | --                               | --     |
| Flandria         | Jáuregui             | Carlos V                         | 5.000  |
| Platense         | Vicente López        | Ciudad de Vicente López          | 31.030 |
| San Telmo        | Dock Sud             | Dr. Osvaldo Baletto              | 5.500  |
| Talleres (RdE)   | Remedios de Escalada | Talleres de Remedios de Escalada | 15.000 |
| Tristán Suárez   | Tristán Suárez       | 20 de Octubre                    | 15.000 |
| UAI Urquiza      | Villa Lynch          | Monumental de Villa Lynch        | 1.000  |
| Villa San Carlos | Berisso              | Genacio Sálice                   | 4.000  |

## Classifica
| Pos. | Squadra          | Pt | G  | V  | N  | P  | GF | GS | DR  |
| ---- | ---------------- | -- | -- | -- | -- | -- | -- | -- | --- |
| 1.   | Deportivo Morón  | 54 | 27 | 15 | 9  | 3  | 40 | 16 | +24 |
| 2.   | Def. de Belgrano | 45 | 27 | 12 | 9  | 6  | 26 | 20 | +6  |
| 3.   | Dep. Riestra     | 44 | 28 | 13 | 5  | 10 | 38 | 29 | +9  |
| 4.   | Atlanta          | 44 | 28 | 12 | 8  | 8  | 33 | 27 | +6  |
| 5.   | Platense         | 44 | 27 | 12 | 8  | 7  | 27 | 23 | +4  |
| 6.   | Almirante Brown  | 44 | 27 | 12 | 8  | 7  | 26 | 25 | +1  |
| 7.   | Estudiantes (BA) | 42 | 28 | 11 | 9  | 8  | 36 | 31 | +5  |
| 8.   | Comunicaciones   | 41 | 28 | 12 | 5  | 11 | 35 | 27 | +8  |
| 9.   | UAI Urquiza      | 41 | 28 | 11 | 8  | 9  | 27 | 24 | +3  |
| 10.  | Barracas Central | 38 | 28 | 9  | 11 | 8  | 38 | 32 | +6  |
| 11.  | Tristán Suárez   | 37 | 28 | 9  | 10 | 9  | 25 | 29 | -4  |
| 12.  | Dep. Español     | 36 | 28 | 10 | 6  | 12 | 29 | 30 | -1  |
| 13.  | San Telmo        | 34 | 27 | 10 | 4  | 13 | 31 | 30 | +1  |
| 14.  | Fénix            | 29 | 27 | 6  | 11 | 10 | 28 | 33 | -5  |
| 15.  | Villa San Carlos | 28 | 28 | 6  | 10 | 12 | 20 | 31 | -11 |
| 16.  | Excursionistas   | 27 | 27 | 6  | 9  | 12 | 25 | 44 | -19 |
| 17.  | Colegiales       | 26 | 27 | 6  | 8  | 13 | 21 | 38 | -17 |
| 18.  | Acassuso         | 25 | 27 | 3  | 16 | 8  | 24 | 28 | -4  |
| 19.  | Talleres (RdE)   | 24 | 27 | 6  | 6  | 15 | 29 | 41 | -12 |

Note:

Tre punti a vittoria, uno a pareggio, zero a sconfitta.

## Retrocessioni ("Descenso")
| #   | Squadra          | Punti 2014 | Punti 2015 | Punti 2016 | Punti 2016-17 | Totale Punti | Partite giocate | Promedio |
| --- | ---------------- | ---------- | ---------- | ---------- | ------------- | ------------ | --------------- | -------- |
| 1.  | Def. de Belgrano | 0          | 79         | 23         | 45            | 147          | 88              | 1.670    |
| 2.  | Estudiantes (BA) | 41         | 80         | 18         | 42            | 181          | 109             | 1.660    |
| 3.  | Deportivo Morón  | 31         | 62         | 32         | 54            | 179          | 108             | 1.657    |
| 4.  | Atlanta          | 16         | 73         | 35         | 44            | 168          | 109             | 1.541    |
| 5.  | Barracas Central | 33         | 64         | 26         | 38            | 161          | 109             | 1.477    |
| 6.  | Tristán Suárez   | 39         | 58         | 27         | 37            | 161          | 109             | 1.477    |
| 7.  | Platense         | 23         | 57         | 22         | 44            | 146          | 108             | 1.351    |
| 8.  | Dep. Riestra     | 0          | 51         | 22         | 44            | 117          | 89              | 1.314    |
| 9.  | Almirante Brown  | 32         | 43         | 22         | 44            | 141          | 108             | 1.305    |
| 10. | San Telmo        | 0          | 0          | 26         | 34            | 60           | 46              | 1.304    |
| 11. | Comunicaciones   | 19         | 51         | 26         | 41            | 137          | 109             | 1.256    |
| 12. | UAI Urquiza      | 26         | 45         | 22         | 41            | 134          | 109             | 1.229    |
| 13. | Colegiales       | 18         | 56         | 32         | 26            | 132          | 108             | 1.222    |
| 14. | Acassuso         | 37         | 47         | 20         | 25            | 129          | 108             | 1.194    |
| 15. | Fénix            | 15         | 53         | 32         | 29            | 129          | 108             | 1.194    |
| 16. | Dep. Español     | 26         | 44         | 22         | 36            | 128          | 109             | 1.174    |
| 17. | Villa San Carlos | 31         | 42         | 23         | 28            | 124          | 109             | 1.137    |
| 18. | Talleres (RdE)   | 0          | 0          | 28         | 24            | 52           | 46              | 1.130    |
| 19. | Excursionistas   | 0          | 0          | 0          | 27            | 27           | 27              | 1.000    |

## Calendario e risultati

### Andata
| UAI Urquiza      | 1 - 0         | San Telmo        | 26 ago. 2016  | Estudiantes (BA) | 2 - 1            | Dep. Moron       | 3 set. 2016      | UAI Urquiza      | 0 - 0            | Def. de Belgrano | 6 set. 2016      |
| Talleres (RdE)   | 2 - 2         | Estudiantes (BA) | 26 ago. 2016  | Comunicaciones   | 5 - 0            | Colegiales       | 3 set. 2016      | Barracas Central | 1 - 1            | Almirante Brown  | 7 set. 2016      |
| Excursionistas   | 1 - 2         | Riestra          | 27 ago. 2016  | Riestra          | 1 - 0            | Dep. Español     | 3 set. 2016      | Fenix            | 1 - 2            | San Telmo        | 7 set. 2016      |
| Acassuso         | 0 - 1         | Comunicaciones   | 27 ago. 2016  | Almirante Brown  | 2 - 1            | UAI Urquiza      | 3 set. 2016      | Dep. Español     | 0 - 1            | Tristan Suarez   | 7 set. 2016      |
| Dep. Español     | 1 - 0         | Def. de Belgrano | 28 ago. 2016  | Def. de Belgrano | 1 - 1            | Villa San Carlos | 3 set. 2016      | Excursionistas   | 1 - 1            | Estudiantes (BA) | 7 set. 2016      |
| Barracas Central | 2 - 1         | Platense         | 29 ago. 2016  | Tristan Suarez   | 0 - 3            | Excursionistas   | 4 set. 2016      | Colegiales       | 0 - 0            | Acassuso         | 7 set. 2016      |
| Colegiales       | 0 - 3         | Atlanta          | 29 ago. 2016  | San Telmo        | 0 - 0            | Barracas Central | 4 set. 2016      | Talleres (RdE)   | 2 - 0            | Comunicaciones   | 7 set. 2016      |
| Villa San Carlos | 2 - 1         | Almirante Brown  | 30 ago. 2016  | Platense         | 2 - 1            | Fenix            | 4 set. 2016      | Dep. Moron       | 2 - 1            | Atlanta          | 7 set. 2016      |
| Dep. Moron       | 1 - 2         | Tristan Suarez   | 30 ago. 2016  | Atlanta          | 3 - 2            | Talleres (RdE)   | 4 set. 2016      | Villa San Carlos | 0 - 1            | Riestra          | 8 set. 2016      |
| Riposa: Fenix    | Riposa: Fenix | Riposa: Fenix    | Riposa: Fenix | Riposa: Acassuso | Riposa: Acassuso | Riposa: Acassuso | Riposa: Acassuso | Riposa: Platense | Riposa: Platense | Riposa: Platense | Riposa: Platense |

| Atlanta            | 3 - 1              | Excursionistas     | 10 set. 2016       | Dep. Moron        | 2 - 0             | Acassuso          | 16 set. 2016      | Tristan Suarez         | 0 - 3                  | Barracas Central       | 24 set. 2016           |
| Comunicaciones     | 0 - 0              | Dep. Moron         | 10 set. 2016       | UAI Urquiza       | 1 - 0             | Tristan Suarez    | 17 set. 2016      | Acassuso               | 1 - 1                  | Excursionistas         | 24 set. 2016           |
| Def. de Belgrano   | 1 - 1              | Barracas Central   | 10 set. 2016       | Platense          | 0 - 1             | Almirante Brown   | 17 set. 2016      | Comunicaciones         | 1 - 1                  | Dep. Español           | 24 set. 2016           |
| Acassuso           | 5 - 0              | Talleres (RdE)     | 11 set. 2016       | Fenix             | 0 - 2             | Def. de Belgrano  | 19 set. 2016      | Estudiantes (BA)       | 1 - 0                  | UAI Urquiza            | 24 set. 2016           |
| San Telmo          | 1 - 2              | Platense           | 11 set. 2016       | Talleres (RdE)    | 2 - 0             | Colegiales        | 19 set. 2016      | Riestra                | 0 - 0                  | Fenix                  | 24 set. 2016           |
| Tristan Suarez     | 3 - 0              | Villa San Carlos   | 12 set. 2016       | Dep. Español      | 0 - 2             | Atlanta           | 19 set. 2016      | Def. de Belgrano       | 0 - 0                  | Platense               | 24 set. 2016           |
| Riestra            | 1 - 4              | UAI Urquiza        | 12 set. 2016       | Barracas Central  | 1 - 1             | Riestra           | 20 set. 2016      | Almirante Brown        | 2 - 1                  | San Telmo              | 25 set. 2016           |
| Almirante Brown    | 0 - 1              | Fenix              | 13 set. 2016       | Villa San Carlos  | 1 - 2             | Estudiantes (BA)  | 20 set. 2016      | Colegiales             | 1 - 2                  | Dep. Moron             | 26 set. 2016           |
| Estudiantes (BA)   | 1 - 2              | Dep. Español       | 13 set. 2016       | Excursionistas    | 0 - 2             | Comunicaciones    | 20 set. 2016      | Atlanta                | 3 - 3                  | Villa San Carlos       | 27 set. 2016           |
| Riposa: Colegiales | Riposa: Colegiales | Riposa: Colegiales | Riposa: Colegiales | Riposa: San Telmo | Riposa: San Telmo | Riposa: San Telmo | Riposa: San Telmo | Riposa: Talleres (RdE) | Riposa: Talleres (RdE) | Riposa: Talleres (RdE) | Riposa: Talleres (RdE) |

| San Telmo               | 0 - 0                   | Def. de Belgrano        | 22 nov. 2016            | Tristan Suarez     | 1 - 0              | Platense           | 7 ott. 2016        | Platense                 | 1 - 2                    | Estudiantes (BA)         | 14 ott. 2016             |
| Fenix                   | 2 - 1                   | Tristan Suarez          | 22 nov. 2016            | Talleres (RdE)     | 1 - 2              | Excursionistas     | 8 ott. 2016        | Almirante Brown          | 0 - 5                    | Riestra                  | 15 ott. 2016             |
| Platense                | 1 - 0                   | Riestra                 | 22 nov. 2016            | Estudiantes (BA)   | 1 - 0              | Fenix              | 9 ott. 2016        | Excursionistas           | 0 - 1                    | Dep. Moron               | 15 ott. 2016             |
| Excursionistas          | 0 - 2                   | Colegiales              | 22 nov. 2016            | Colegiales         | 2 - 0              | Dep. Español       | 9 ott. 2016        | Barracas Central         | 0 - 0                    | Comunicaciones           | 15 ott. 2016             |
| Barracas Central        | 2 - 1                   | Estudiantes (BA)        | 23 nov. 2016            | Acassuso           | 0 - 0              | Villa San Carlos   | 9 ott. 2016        | Dep. Español             | 1 - 0                    | Talleres (RdE)           | 15 ott. 2016             |
| Villa San Carlos        | 2 - 1                   | Comunicaciones          | 23 nov. 2016            | Comunicaciones     | 4 - 1              | UAI Urquiza        | 9 ott. 2016        | San Telmo                | 2 - 2                    | Tristan Suarez           | 17 ott. 2016             |
| Dep. Español            | 2 - 2                   | Acassuso                | 23 nov. 2016            | Atlanta            | 1 - 0              | Barracas Central   | 9 ott. 2016        | UAI Urquiza              | 1 - 1                    | Acassuso                 | 17 ott. 2016             |
| UAI Urquiza             | 1 - 0                   | Atlanta                 | 23 nov. 2016            | Riestra            | 1 - 2              | San Telmo          | 10 ott. 2016       | Villa San Carlos         | 0 - 1                    | Colegiales               | 17 ott. 2016             |
| Dep. Moron              | 2 - 0                   | Talleres (RdE)          | 23 nov. 2016            | Def. de Belgrano   | 1 - 0              | Almirante Brown    | 11 ott. 2016       | Fenix                    | 0 - 0                    | Atlanta                  | 18 ott. 2016             |
| Riposa: Almirante Brown | Riposa: Almirante Brown | Riposa: Almirante Brown | Riposa: Almirante Brown | Riposa: Dep. Moron | Riposa: Dep. Moron | Riposa: Dep. Moron | Riposa: Dep. Moron | Riposa: Def. de Belgrano | Riposa: Def. de Belgrano | Riposa: Def. de Belgrano | Riposa: Def. de Belgrano |

| Tristan Suarez         | 0 - 0                  | Almirante Brown        | 21 ott. 2016           | Almirante Brown  | 2 - 1           | Estudiantes (BA) | 25 ott. 2016    | Colegiales           | 1 - 1                | Fenix                | 29 ott. 2016         |
| Dep. Moron             | 2 - 0                  | Dep. Español           | 21 ott. 2016           | Def. de Belgrano | 1 - 0           | Tristan Suarez   | 25 ott. 2016    | Excursionistas       | 0 - 0                | Villa San Carlos     | 30 ott. 2016         |
| Talleres (RdE)         | 2 - 1                  | Villa San Carlos       | 21 ott. 2016           | Fenix            | 1 - 1           | Acassuso         | 25 ott. 2016    | Acassuso             | 1 - 1                | Platense             | 30 ott. 2016         |
| Estudiantes (BA)       | 1 - 0                  | San Telmo              | 21 ott. 2016           | Barracas Central | 1 - 1           | Colegiales       | 25 ott. 2016    | Comunicaciones       | 0 - 1                | San Telmo            | 30 ott. 2016         |
| Riestra                | 4 - 1                  | Def. de Belgrano       | 22 ott. 2016           | Villa San Carlos | 0 - 0           | Dep. Moron       | 25 ott. 2016    | Atlanta              | 1 - 0                | Almirante Brown      | 30 ott. 2016         |
| Acassuso               | 0 - 1                  | Barracas Central       | 22 ott. 2016           | Dep. Español     | 0 - 0           | Excursionistas   | 25 ott. 2016    | Tristan Suarez       | 0 - 2                | Riestra              | 31 ott. 2016         |
| Colegiales             | 0 - 1                  | UAI Urquiza            | 22 ott. 2016           | Platense         | 1 - 2           | Comunicaciones   | 25 ott. 2016    | Estudiantes (BA)     | 0 - 1                | Def. de Belgrano     | 31 ott. 2016         |
| Comunicaciones         | 1 - 0                  | Fenix                  | 22 ott. 2016           | UAI Urquiza      | 1 - 0           | Talleres (RdE)   | 26 ott. 2016    | Talleres (RdE)       | 1 - 0                | Barracas Central     | 1 nov. 2016          |
| Atlanta                | 0 - 0                  | Platense               | 22 ott. 2016           | San Telmo        | 2 - 3           | Atlanta          | 26 ott. 2016    | Dep. Moron           | 2 - 0                | UAI Urquiza          | 1 nov. 2016          |
| Riposa: Excursionistas | Riposa: Excursionistas | Riposa: Excursionistas | Riposa: Excursionistas | Riposa: Riestra  | Riposa: Riestra | Riposa: Riestra  | Riposa: Riestra | Riposa: Dep. Español | Riposa: Dep. Español | Riposa: Dep. Español | Riposa: Dep. Español |

| San Telmo              | 3 - 0                  | Acassuso               | 4 nov. 2016            | Estudiantes (BA)         | 0 - 0                    | Tristan Suarez           | 11 nov. 2016             | Almirante Brown          | 1 - 2                    | Colegiales               | 18 nov. 2016             |
| Riestra                | 2 - 5                  | Estudiantes (BA)       | 5 nov. 2016            | Talleres (RdE)           | 0 - 1                    | Riestra                  | 12 nov. 2016             | San Telmo                | 2 - 1                    | Talleres (RdE)           | 18 nov. 2016             |
| UAI Urquiza            | 1 - 1                  | Excursionistas         | 5 nov. 2016            | Excursionistas           | 2 - 1                    | Barracas Central         | 12 nov. 2016             | Fenix                    | 3 - 1                    | Excursionistas           | 18 nov. 2016             |
| Almirante Brown        | 0 - 0                  | Comunicaciones         | 5 nov. 2016            | Acassuso                 | 1 - 1                    | Almirante Brown          | 12 nov. 2016             | Platense                 | 2 - 2                    | Dep. Moron               | 18 nov. 2016             |
| Barracas Central       | 1 - 1                  | Dep. Moron             | 6 nov. 2016            | Comunicaciones           | 1 - 0                    | Def. de Belgrano         | 12 nov. 2016             | Riestra                  | 1 - 0                    | Comunicaciones           | 19 nov. 2016             |
| Fenix                  | 3 - 1                  | Talleres (RdE)         | 7 nov. 2016            | Colegiales               | 2 - 4                    | San Telmo                | 13 nov. 2016             | Barracas Central         | 4 - 1                    | Dep. Español             | 19 nov. 2016             |
| Villa San Carlos       | 0 - 0                  | Dep. Español           | 7 nov. 2016            | Dep. Español             | 1 - 2                    | UAI Urquiza              | 14 nov. 2016             | UAI Urquiza              | 1 - 0                    | Villa San Carlos         | 19 nov. 2016             |
| Platense               | 1 - 1                  | Colegiales             | 8 nov. 2016            | Dep. Moron               | 0 - 0                    | Fenix                    | 14 nov. 2016             | Tristan Suarez           | 2 - 2                    | Atlanta                  | 19 nov. 2016             |
| Def. de Belgrano       | 0 - 0                  | Atlanta                | 8 nov. 2016            | Atlanta                  | 0 - 1                    | Riestra                  | 16 nov. 2016             | Def. de Belgrano         | 1 - 0                    | Acassuso                 | 19 nov. 2016             |
| Riposa: Tristan Suarez | Riposa: Tristan Suarez | Riposa: Tristan Suarez | Riposa: Tristan Suarez | Riposa: Villa San Carlos | Riposa: Villa San Carlos | Riposa: Villa San Carlos | Riposa: Villa San Carlos | Riposa: Estudiantes (BA) | Riposa: Estudiantes (BA) | Riposa: Estudiantes (BA) | Riposa: Estudiantes (BA) |

| Colegiales          | 0 - 2               | Def. de Belgrano    | 27 nov. 2016        | Def. de Belgrano | 2 - 1           | Talleres (RdE)   | 3 dic. 2016     | UAI Urquiza              | 1 - 2                    | Fenix                    | 10 dic. 2016             |
| Acassuso            | 3 - 0               | Riestra             | 27 nov. 2016        | San Telmo        | 0 - 1           | Excursionistas   | 3 dic. 2016     | Excursionistas           | 1 - 1                    | Almirante Brown          | 10 dic. 2016             |
| Dep. Español        | 3 - 0               | Fenix               | 28 nov. 2016        | Tristan Suarez   | 0 - 0           | Acassuso         | 4 dic. 2016     | Acassuso                 | 1 - 1                    | Estudiantes (BA)         | 10 dic. 2016             |
| Excursionistas      | 1 - 2               | Platense            | 28 nov. 2016        | Fenix            | 2 - 1           | Villa San Carlos | 5 dic. 2016     | Comunicaciones           | 0 - 1                    | Atlanta                  | 10 dic. 2016             |
| Comunicaciones      | 0 - 1               | Tristan Suarez      | 28 nov. 2016        | Barracas Central | 2 - 0           | UAI Urquiza      | 5 dic. 2016     | Talleres (RdE)           | 1 - 0                    | Riestra                  | 11 dic. 2016             |
| Atlanta             | 0 - 0               | Estudiantes (BA)    | 29 nov. 2016        | Estudiantes (BA) | 2 - 1           | Comunicaciones   | 5 dic. 2016     | Colegiales               | 2 - 1                    | Tristan Suarez           | 11 dic. 2016             |
| Talleres (RdE)      | 1 - 2               | Almirante Brown     | 29 nov. 2016        | Riestra          | 2 - 0           | Colegiales       | 6 dic. 2016     | Villa San Carlos         | 0 - 1                    | Platense                 | 12 dic. 2016             |
| Dep. Moron          | 1 - 0               | San Telmo           | 29 nov. 2016        | Almirante Brown  | 1 - 1           | Dep. Moron       | 6 dic. 2016     | Dep. Español             | 2 - 1                    | San Telmo                | 12 dic. 2016             |
| Villa San Carlos    | 4 - 2               | Barracas Central    | 30 nov. 2016        | Platense         | 1 - 0           | Dep. Español     | 6 dic. 2016     | Dep. Moron               | 1 - 1                    | Def. de Belgrano         | 12 dic. 2016             |
| Riposa: UAI Urquiza | Riposa: UAI Urquiza | Riposa: UAI Urquiza | Riposa: UAI Urquiza | Riposa: Atlanta  | Riposa: Atlanta | Riposa: Atlanta  | Riposa: Atlanta | Riposa: Barracas Central | Riposa: Barracas Central | Riposa: Barracas Central | Riposa: Barracas Central |

| 19ª giornata           | 19ª giornata | 19ª giornata     | 19ª giornata |
| Locali                 | R            | Ospiti           | Data         |
| ---------------------- | ------------ | ---------------- | ------------ |
| Fenix                  | 2 - 2        | Barracas Central | 14 dic. 2016 |
| Tristan Suarez         | 2 - 1        | Talleres (RdE)   | 16 dic. 2016 |
| San Telmo              | 3 - 0        | Villa San Carlos | 16 dic. 2016 |
| Estudiantes (BA)       | 2 - 3        | Colegiales       | 16 dic. 2016 |
| Platense               | 1 - 0        | UAI Urquiza      | 17 dic. 2016 |
| Atlanta                | 1 - 2        | Acassuso         | 17 dic. 2016 |
| Almirante Brown        | 2 - 1        | Dep. Español     | 19 dic. 2016 |
| Def. de Belgrano       | 2 - 0        | Excursionistas   | 19 dic. 2016 |
| Riestra                | 0 - 1        | Dep. Moron       | 20 dic. 2016 |
| Riposa: Comunicaciones |              |                  |              |

### Ritorno
| San Telmo        | 1 - 0         | UAI Urquiza      | 10 mar. 2017  | Colegiales       | 0 - 1            | Comunicaciones   | 17 mar. 2017     | Riestra          | 2 - 0            | Villa San Carlos | 21 mar. 2017     |
| Def. de Belgrano | 1 - 0         | Dep. Español     | 11 mar. 2017  | UAI Urquiza      | 0 - 0            | Almirante Brown  | 17 mar. 2017     | Tristan Suarez   | 1 - 0            | Dep. Español     | 21 mar. 2017     |
| Atlanta          | 1 - 1         | Colegiales       | 11 mar. 2017  | Villa San Carlos | 2 - 1            | Def. de Belgrano | 17 mar. 2017     | Estudiantes (BA) | 2 - 2            | Excursionistas   | 21 mar. 2017     |
| Comunicaciones   | 2 - 1         | Acassuso         | 11 mar. 2017  | Dep. Moron       | 2 - 0            | Estudiantes (BA) | 17 mar. 2017     | Comunicaciones   | 3 - 1            | Talleres (RdE)   | 21 mar. 2017     |
| Estudiantes (BA) | 3 - 2         | Talleres (RdE)   | 11 mar. 2017  | Talleres (RdE)   | 0 - 1            | Atlanta          | 18 mar. 2017     | Acassuso         | 1 - 1            | Colegiales       | 21 mar. 2017     |
| Almirante Brown  | 1 - 0         | Villa San Carlos | 13 mar. 2017  | Excursionistas   | 1 - 1            | Tristan Suarez   | 18 mar. 2017     | Almirante Brown  | 1 - 0            | Barracas Central | 21 mar. 2017     |
| Riestra          | 1 - 3         | Excursionistas   | 13 mar. 2017  | Barracas Central | 3 - 2            | San Telmo        | 18 mar. 2017     | Def. de Belgrano | 0 - 0            | UAI Urquiza      | 21 mar. 2017     |
| Tristan Suarez   | 1 - 1         | Dep. Moron       | 13 mar. 2017  | Dep. Español     | 1 - 1            | Riestra          | 18 mar. 2017     | Atlanta          | 1 - 0            | Dep. Moron       | 21 mar. 2017     |
| Platense         | 2 - 0         | Barracas Central | 13 mar. 2017  | Fenix            | 1 - 1            | Platense         | 19 mar. 2017     | San Telmo        | 1 - 0            | Fenix            | 22 mar. 2017     |
| Riposa: Fenix    | Riposa: Fenix | Riposa: Fenix    | Riposa: Fenix | Riposa: Acassuso | Riposa: Acassuso | Riposa: Acassuso | Riposa: Acassuso | Riposa: Platense | Riposa: Platense | Riposa: Platense | Riposa: Platense |

| Dep. Moron         | 3 - 0              | Comunicaciones     | 25 mar. 2017       | Almirante Brown   | 1 - 2             | Platense          | 1 apr. 2017       | Excursionistas         | 0 - 0                  | Acassuso               | 8 apr. 2017            |
| Barracas Central   | 1 - 2              | Def. de Belgrano   | 25 mar. 2017       | Estudiantes (BA)  | 0 - 1             | Villa San Carlos  | 1 apr. 2017       | Platense               | 0 - 0                  | Def. de Belgrano       | 8 apr. 2017            |
| Excursionistas     | 1 - 3              | Atlanta            | 25 mar. 2017       | Atlanta           | 1 - 3             | Dep. Español      | 2 apr. 2017       | Villa San Carlos       | 0 - 0                  | Atlanta                | 9 apr. 2017            |
| Dep. Español       | 2 - 1              | Estudiantes BA     | 26 mar. 2017       | Comunicaciones    | 5 - 0             | Excursionistas    | 2 apr. 2017       | Dep. Español           | 2 - 1                  | Comunicaciones         | 9 apr. 2017            |
| Talleres (RdE)     | 1 - 1              | Acassuso           | 26 mar. 2017       | Acassuso          | 2 - 4             | Dep. Moron        | 2 apr. 2017       | UAI Urquiza            | 0 - 2                  | Estudiantes (BA)       | 10 apr. 2017           |
| UAI Urquiza        | 0 - 0              | Riestra            | 26 mar. 2017       | Riestra           | 2 - 1             | Barracas Central  | 3 apr. 2017       | Fenix                  | 2 - 2                  | Riestra                | 11 apr. 2017           |
| Villa San Carlos   | 0 - 0              | Tristan Suarez     | 27 mar. 2017       | Tristan Suarez    | 2 - 4             | UAI Urquiza       | 3 apr. 2017       | Barracas Central       | 1 - 2                  | Tristan Suarez         | 11 apr. 2017           |
| Fenix              | 1 - 1              | Almirante Brown    | 27 mar. 2017       | Colegiales        | 0 - 0             | Talleres (RdE)    | 3 apr. 2017       | Dep. Moron             | 1 - 0                  | Colegiales             | 11 apr. 2017           |
| Platense           | 2 - 0              | San Telmo          | 27 mar. 2017       | Def. de Belgrano  | 4 - 3             | Fenix             | 4 apr. 2017       | San Telmo              | 2 - 2                  | Almirante Brown        | 12 apr. 2017           |
| Riposa: Colegiales | Riposa: Colegiales | Riposa: Colegiales | Riposa: Colegiales | Riposa: San Telmo | Riposa: San Telmo | Riposa: San Telmo | Riposa: San Telmo | Riposa: Talleres (RdE) | Riposa: Talleres (RdE) | Riposa: Talleres (RdE) | Riposa: Talleres (RdE) |

| Acassuso                | 0 - 2                   | Dep. Español            | 14 apr. 2017            | Almirante Brown    | 1 - 0              | Def. de Belgrano   | 21 apr. 2017       | Dep. Moron               | 5 - 0                    | Excursionistas           | 27 apr. 2017             |
| Riestra                 | 4 - 0                   | Platense                | 15 ap. 2017             | San Telmo          | 1 - 0              | Riestra            | 21 apr. 2017       | Talleres (RdE)           | 1 - 1                    | Dep. Español             | 29 apr. 2017             |
| Def. de Belgrano        | 2 - 1                   | San Telmo               | 15 ap. 2017             | Barracas Central   | 3 - 1              | Atlanta            | 22 apr. 2017       | Riestra                  | 0 - 1                    | Almirante Brown          | 29 apr. 2017             |
| Comunicaciones          | 2 - 0                   | Villa San Carlos        | 15 ap. 2017             | Excursionistas     | 1 - 4              | Talleres (RdE)     | 22 apr. 2017       | Comunicaciones           | 0 - 2                    | Barracas Central         | 29 apr. 2017             |
| Colegiales              | 0 - 1                   | Excursionistas          | 15 ap. 2017             | Dep. Español       | 3 - 0              | Colegiales         | 22 apr. 2017       | Acassuso                 | 0 - 0                    | UAI Urquiza              | 30 apr. 2017             |
| Tristan Suarez          | 1 - 0                   | Fenix                   | 16 apr. 2017            | Platense           | 0 - 1              | Tristan Suarez     | 22 apr. 2017       | Estudiantes (BA)         | 1 - 1                    | Platense                 | 30 apr. 2017             |
| Atlanta                 | 0 - 2                   | UAI Urquiza             | 17 apr. 2017            | Villa San Carlos   | 0 - 0              | Acassuso           | 24 apr. 2017       | Tristan Suarez           | 0 - 0                    | San Telmo                | 30 apr. 2017             |
| Talleres (RdE)          | 1 - 1                   | Dep. Moron              | 17 apr. 2017            | UAI Urquiza        | 3 - 0              | Comunicaciones     | 24 apr. 2017       | Colegiales               | 0 - 1                    | Villa San Carlos         | 30 apr. 2017             |
| Estudiantes (BA)        | 1 - 1                   | Barracas Central        | 18 apr. 2017            | Fenix              | 0 - 0              | Estudiantes (BA)   | 24 apr. 2017       | Atlanta                  | 1 - 0                    | Fenix                    | 2 mag. 2017              |
| Riposa: Almirante Brown | Riposa: Almirante Brown | Riposa: Almirante Brown | Riposa: Almirante Brown | Riposa: Dep. Moron | Riposa: Dep. Moron | Riposa: Dep. Moron | Riposa: Dep. Moron | Riposa: Def. de Belgrano | Riposa: Def. de Belgrano | Riposa: Def. de Belgrano | Riposa: Def. de Belgrano |

| San Telmo              | 0 - 1                  | Estudiantes (BA)       | 5 mag. 2017            | Estudiantes (BA) |                 | Almirante Brown  | 9 mag. 2017     |         |         |         |         |
| Def. de Belgrano       | 0 - 2                  | Riestra                | 5 mag. 2017            | Comunicaciones   |                 | Platense         | 9 mag. 2017     |         |         |         |         |
| Almirante Brown        | 1 - 0                  | Tristan Suarez         | 6 mag. 2017            | Tristan Suarez   |                 | Def. de Belgrano | 9 mag. 2017     |         |         |         |         |
| Dep. Español           | 0 - 1                  | Dep. Moron             | 6 mag. 2017            | Atlanta          |                 | San Telmo        | 9 mag. 2017     |         |         |         |         |
| Barracas Central       | 1 - 1                  | Acassuso               | 6 mag. 2017            | Acassuso         |                 | Fenix            | 10 mag. 2017    |         |         |         |         |
| Fenix                  | 2 - 2                  | Comunicaciones         | 6 mag. 2017            | Colegiales       |                 | Barracas Central | 10 mag. 2017    |         |         |         |         |
| Platense               | 1 - 0                  | Atlanta                | 6 mag. 2017            | Talleres (RdE)   |                 | UAI Urquiza      | 10 mag. 2017    |         |         |         |         |
| Villa San Carlos       | 1 - 1                  | Talleres (RdE)         | 7 mag. 2017            | Dep. Moron       |                 | Villa San Carlos | 10 mag. 2017    |         |         |         |         |
| UAI Urquiza            | 1 - 1                  | Colegiales             | 7 mag. 2017            | Excursionistas   |                 | Dep. Español     | 11 mag. 2017    |         |         |         |         |
| Riposa: Excursionistas | Riposa: Excursionistas | Riposa: Excursionistas | Riposa: Excursionistas | Riposa: Riestra  | Riposa: Riestra | Riposa: Riestra  | Riposa: Riestra | Riposa: | Riposa: | Riposa: | Riposa: |

|         |         |         |         |         |         |         |         |         |         |         |         |
|         |         |         |         |         |         |         |         |         |         |         |         |
|         |         |         |         |         |         |         |         |         |         |         |         |
|         |         |         |         |         |         |         |         |         |         |         |         |
|         |         |         |         |         |         |         |         |         |         |         |         |
|         |         |         |         |         |         |         |         |         |         |         |         |
|         |         |         |         |         |         |         |         |         |         |         |         |
|         |         |         |         |         |         |         |         |         |         |         |         |
|         |         |         |         |         |         |         |         |         |         |         |         |
| Riposa: | Riposa: | Riposa: | Riposa: | Riposa: | Riposa: | Riposa: | Riposa: | Riposa: | Riposa: | Riposa: | Riposa: |

|         |         |         |         |         |         |         |         |         |         |         |         |
|         |         |         |         |         |         |         |         |         |         |         |         |
|         |         |         |         |         |         |         |         |         |         |         |         |
|         |         |         |         |         |         |         |         |         |         |         |         |
|         |         |         |         |         |         |         |         |         |         |         |         |
|         |         |         |         |         |         |         |         |         |         |         |         |
|         |         |         |         |         |         |         |         |         |         |         |         |
|         |         |         |         |         |         |         |         |         |         |         |         |
|         |         |         |         |         |         |         |         |         |         |         |         |
| Riposa: | Riposa: | Riposa: | Riposa: | Riposa: | Riposa: | Riposa: | Riposa: | Riposa: | Riposa: | Riposa: | Riposa: |

| 38ª giornata | 38ª giornata | 38ª giornata | 38ª giornata |
| Locali       | R            | Ospiti       | Data         |
| ------------ | ------------ | ------------ | ------------ |
|              |              |              |              |
|              |              |              |              |
|              |              |              |              |
|              |              |              |              |
|              |              |              |              |
|              |              |              |              |
|              |              |              |              |
|              |              |              |              |
|              |              |              |              |
| Riposa:      |              |              |              |

## Classifica marcatori
| Pos. | Giocatore          | Squadra          | Gol |
| ---- | ------------------ | ---------------- | --- |
| 1°   | Juan Martín        | Barracas Central | 19  |
| 2°   | Daniel Vega        | Talleres (RdE)   | 15  |
| 3°   | Mauro Ortíz        | Dep. Riestra     | 11  |
| 3°   | Leonardo Ramos     | Atlanta          | 11  |
| 4°   | Damián Akerman     | Deportivo Morón  | 9   |
| 5°   | Damián Salvatierra | Acassuso         | 8   |
| 5°   | Ignacio Colombini  | Almirante Brown  | 8   |
| 5°   | Gabriel Rodríguez  | Estudiantes (BA) | 8   |
| 5°   | Luis Eduardo López | Tristán Suárez   | 8   |
| 5°   | Enzo Díaz          | UAI Urquiza      | 8   |
| 5°   | Leonardo Heredia   | Almirante Brown  | 8   |
| 5°   | Diego Dorregaray   | Atlanta          | 8   |
| 5°   | Cristian Amarilla  | Dep. Español     | 8   |
| 6°   | Nahuel Peralta     | Atlanta          | 7   |
| 6°   | Alberto Martínez   | San Telmo        | 7   |
| 7°   | Pablo Miranda      | Villa San Carlos | 6   |
| 7°   | Lucas Passerini    | Estudiantes (BA) | 6   |
| 7°   | Gonzalo Vivanco    | Excursionistas   | 6   |
| 7°   | Federico Presedo   | Fénix            | 6   |
| 7°   | Javier Rossi       | Deportivo Morón  | 6   |
| 7°   | Jonathan Herrera   | Dep. Riestra     | 6   |